# Elezioni comunali in Calabria del 1998
Le elezioni comunali in Calabria del 1998 si tennero il 24 maggio (con ballottaggio il 7 giugno) e il 29 novembre (con ballottaggio il 13 dicembre).

## Elezioni del maggio 1998

### Provincia di Cosenza

#### Acri
| Candidati                       | Candidati                 | II turno             | II turno      | I turno | I turno | Liste                        | Voti   | %     | Seggi |
| Candidati                       | Candidati                 | Voti                 | %             | Voti    | %       | Liste                        | Voti   | %     | Seggi |
| ------------------------------- | ------------------------- | -------------------- | ------------- | ------- | ------- | ---------------------------- | ------ | ----- | ----- |
|                                 | Angelo Rocco ✔️ Sindaco   | 7 644                | 63,41         | 7 168   | 49,84   | Democratici di Sinistra      | 3 876  | 27,75 | 8     |
| Rifondazione Comunista          | Angelo Rocco ✔️ Sindaco   | 7 644                | 63,41         | 7 168   | 49,84   | 1 243                        | 8,90   | 2     |       |
| Partito Popolare Italiano       | Angelo Rocco ✔️ Sindaco   | 7 644                | 63,41         | 7 168   | 49,84   | 809                          | 5,79   | 1     |       |
| Socialisti Democratici Italiani | Angelo Rocco ✔️ Sindaco   | 7 644                | 63,41         | 7 168   | 49,84   | 791                          | 5,66   | 1     |       |
| Lista Civica                    | Angelo Rocco ✔️ Sindaco   | 7 644                | 63,41         | 7 168   | 49,84   | 421                          | 3,01   | –     |       |
|                                 | Raffaele Luca De Vincenti | 4 411                | 36,59         | 4 207   | 29,25   | Lista Civica                 | 1 383  | 9,90  | 1     |
| Centro                          | Raffaele Luca De Vincenti | 4 411                | 36,59         | 4 207   | 29,25   | 987                          | 7,07   | 1     |       |
| Lista civica di centro-sinistra | Raffaele Luca De Vincenti | 4 411                | 36,59         | 4 207   | 29,25   | 960                          | 6,87   | 1     |       |
| Seggio di coalizione            | Seggio di coalizione      | Seggio di coalizione | 36,59         | 4 207   | 29,25   | 1                            |        |       |       |
|                                 | Luigi Bonacci             | Luigi Bonacci        | Luigi Bonacci | 3 007   | 20,91   | Centro Cristiano Democratico | 1 940  | 13,89 | 2     |
| Cristiani Democratici Uniti     | Luigi Bonacci             | Luigi Bonacci        | Luigi Bonacci | 3 007   | 20,91   | 1 066                        | 7,63   | 1     |       |
| Forza Italia-Alleanza Nazionale | Luigi Bonacci             | Luigi Bonacci        | Luigi Bonacci | 3 007   | 20,91   | 492                          | 3,52   | –     |       |
| Seggio di coalizione            | Seggio di coalizione      | Seggio di coalizione | Luigi Bonacci | 3 007   | 20,91   | 1                            |        |       |       |
| Totale                          | Totale                    | 12 055               | 100           | 14 382  | 100     |                              | 13 968 | 100   | 20    |
|                                 |                           |                      |               |         |         |                              |        |       |       |
| Fonte: Ministero dell'interno   |                           |                      |               |         |         |                              |        |       |       |

#### Castrovillari
| Candidati                                                | Candidati                      | II turno             | II turno             | I turno | I turno | Liste                              | Voti   | %     | Seggi |
| Candidati                                                | Candidati                      | Voti                 | %                    | Voti    | %       | Liste                              | Voti   | %     | Seggi |
| -------------------------------------------------------- | ------------------------------ | -------------------- | -------------------- | ------- | ------- | ---------------------------------- | ------ | ----- | ----- |
|                                                          | Francesco Fortunato ✔️ Sindaco | 5 965                | 53,71                | 6 310   | 48,59   | Democratici di Sinistra            | 3 488  | 28,22 | 8     |
| Partito Popolare Italiano                                | Francesco Fortunato ✔️ Sindaco | 5 965                | 53,71                | 6 310   | 48,59   | 1 497                              | 12,11  | 3     |       |
| Rifondazione Comunista                                   | Francesco Fortunato ✔️ Sindaco | 5 965                | 53,71                | 6 310   | 48,59   | 820                                | 6,63   | 1     |       |
|                                                          | Annunziato Saccomanno          | 5 141                | 46,29                | 5 961   | 45,91   | Forza Italia                       | 2 430  | 19,66 | 3     |
| Alleanza Nazionale                                       | Annunziato Saccomanno          | 5 141                | 46,29                | 5 961   | 45,91   | 1 925                              | 15,58  | 2     |       |
| Centro Cristiano Democratico-Cristiani Democratici Uniti | Annunziato Saccomanno          | 5 141                | 46,29                | 5 961   | 45,91   | 1 443                              | 11,68  | 2     |       |
| Seggio di coalizione                                     | Seggio di coalizione           | Seggio di coalizione | 46,29                | 5 961   | 45,91   | 1                                  |        |       |       |
|                                                          | Maria Martino Grosso           | Maria Martino Grosso | Maria Martino Grosso | 380     | 2,93    | Lega d'Azione Meridionale          | 406    | 3,29  | –     |
|                                                          | Leonardo Grieco                | Leonardo Grieco      | Leonardo Grieco      | 334     | 2,57    | Movimento Sociale Fiamma Tricolore | 350    | 2,83  | –     |
| Totale                                                   | Totale                         | 11 106               | 100                  | 12 985  | 100     |                                    | 12 359 | 100   | 20    |
|                                                          |                                |                      |                      |         |         |                                    |        |       |       |
| Fonte: Ministero dell'interno                            |                                |                      |                      |         |         |                                    |        |       |       |

### Provincia di Reggio Calabria

#### Palmi
| Candidati                                        | Candidati                 | II turno             | II turno         | I turno | I turno | Liste                           | Voti   | %     | Seggi |
| Candidati                                        | Candidati                 | Voti                 | %                | Voti    | %       | Liste                           | Voti   | %     | Seggi |
| ------------------------------------------------ | ------------------------- | -------------------- | ---------------- | ------- | ------- | ------------------------------- | ------ | ----- | ----- |
|                                                  | Armando Veneto ✔️ Sindaco | 5 367                | 51,67            | 4 277   | 36,40   | Partito Popolare Italiano       | 1 609  | 15,03 | 5     |
| Partecipazione Cittadina                         | Armando Veneto ✔️ Sindaco | 5 367                | 51,67            | 4 277   | 36,40   | 1 219                           | 11,39  | 4     |       |
| Palmi 2000                                       | Armando Veneto ✔️ Sindaco | 5 367                | 51,67            | 4 277   | 36,40   | 822                             | 7,68   | 3     |       |
|                                                  | Giuseppe Mattiani         | 5 020                | 48,33            | 3 668   | 31,22   | Forza Italia                    | 1 207  | 11,28 | 2     |
| Uniti per lo Sport                               | Giuseppe Mattiani         | 5 020                | 48,33            | 3 668   | 31,22   | 623                             | 5,82   | 1     |       |
| Alleanza Nazionale                               | Giuseppe Mattiani         | 5 020                | 48,33            | 3 668   | 31,22   | 593                             | 5,54   | –     |       |
| Cristiani Democratici Uniti                      | Giuseppe Mattiani         | 5 020                | 48,33            | 3 668   | 31,22   | 592                             | 5,53   | –     |       |
| Centro Cristiano Democratico                     | Giuseppe Mattiani         | 5 020                | 48,33            | 3 668   | 31,22   | 572                             | 5,34   | –     |       |
| Seggio di coalizione                             | Seggio di coalizione      | Seggio di coalizione | 48,33            | 3 668   | 31,22   | 1                               |        |       |       |
|                                                  | Antonino Sprizzi          | Antonino Sprizzi     | Antonino Sprizzi | 2 166   | 18,44   | Democratici di Sinistra         | 935    | 8,74  | 1     |
| Unione Comunale Esercenti Palmese                | Antonino Sprizzi          | Antonino Sprizzi     | Antonino Sprizzi | 2 166   | 18,44   | 566                             | 5,29   | 1     |       |
| Rifondazione Comunista                           | Antonino Sprizzi          | Antonino Sprizzi     | Antonino Sprizzi | 2 166   | 18,44   | 508                             | 4,75   | –     |       |
| Rinnovamento Italiano                            | Antonino Sprizzi          | Antonino Sprizzi     | Antonino Sprizzi | 2 166   | 18,44   | 239                             | 2,23   | –     |       |
| Seggio di coalizione                             | Seggio di coalizione      | Seggio di coalizione | Antonino Sprizzi | 2 166   | 18,44   | 1                               |        |       |       |
|                                                  | Michele Furfaro           | Michele Furfaro      | Michele Furfaro  | 1 638   | 13,94   | Socialisti Democratici Italiani | 659    | 6,16  | –     |
| Sviluppo Economico Culturale e Sociale per Palmi | Michele Furfaro           | Michele Furfaro      | Michele Furfaro  | 1 638   | 13,94   | 559                             | 5,22   | –     |       |
| Seggio di coalizione                             | Seggio di coalizione      | Seggio di coalizione | Michele Furfaro  | 1 638   | 13,94   | 1                               |        |       |       |
| Totale                                           | Totale                    | 10 387               | 100              | 11 749  | 100     |                                 | 10 703 | 100   | 20    |
|                                                  |                           |                      |                  |         |         |                                 |        |       |       |
| Fonte: Ministero dell'interno                    |                           |                      |                  |         |         |                                 |        |       |       |

## Elezioni del novembre 1998

### Provincia di Cosenza

#### Cassano allo Ionio
| Candidati                            | Candidati                    | II turno                     | II turno                     | I turno | I turno | Liste                               | Voti   | %     | Seggi |
| Candidati                            | Candidati                    | Voti                         | %                            | Voti    | %       | Liste                               | Voti   | %     | Seggi |
| ------------------------------------ | ---------------------------- | ---------------------------- | ---------------------------- | ------- | ------- | ----------------------------------- | ------ | ----- | ----- |
|                                      | Salvatore Frasca ✔️ Sindaco  | 4 771                        | 52,60                        | 3 085   | 28,72   | Socialisti Democratici Cassanesi    | 1 523  | 14,69 | 5     |
| Un Futuro per Cassano                | Salvatore Frasca ✔️ Sindaco  | 4 771                        | 52,60                        | 3 085   | 28,72   | 489                                 | 4,72   | 1     |       |
| Sinistra                             | Salvatore Frasca ✔️ Sindaco  | 4 771                        | 52,60                        | 3 085   | 28,72   | 396                                 | 3,82   | 1     |       |
|                                      | Giovanni Papasso             | 4 299                        | 47,40                        | 3 339   | 31,09   | Partito Popolare Italiano           | 1 237  | 11,93 | 2     |
| Democratici di Sinistra              | Giovanni Papasso             | 4 299                        | 47,40                        | 3 339   | 31,09   | 1 035                               | 9,98   | 1     |       |
| Socialisti Democratici Italiani      | Giovanni Papasso             | 4 299                        | 47,40                        | 3 339   | 31,09   | 976                                 | 9,42   | 1     |       |
| Rinnovamento Italiano                | Giovanni Papasso             | 4 299                        | 47,40                        | 3 339   | 31,09   | 575                                 | 5,55   | 1     |       |
| Rifondazione Comunista               | Giovanni Papasso             | 4 299                        | 47,40                        | 3 339   | 31,09   | 283                                 | 2,73   | –     |       |
| Seggio di coalizione                 | Seggio di coalizione         | Seggio di coalizione         | 47,40                        | 3 339   | 31,09   | 1                                   |        |       |       |
|                                      | Franca Peruzzi Rango         | Franca Peruzzi Rango         | Franca Peruzzi Rango         | 2 092   | 19,48   | Lista civica di centro-sinistra (A) | 1 481  | 14,29 | 4     |
| Seggio di coalizione                 | Seggio di coalizione         | Seggio di coalizione         | Franca Peruzzi Rango         | 2 092   | 19,48   | 1                                   |        |       |       |
|                                      | Roberto Silvio Antonio Falvo | Roberto Silvio Antonio Falvo | Roberto Silvio Antonio Falvo | 1 666   | 15,51   | Forza Italia                        | 871    | 8,40  | 1     |
| Alleanza Nazionale                   | Roberto Silvio Antonio Falvo | Roberto Silvio Antonio Falvo | Roberto Silvio Antonio Falvo | 1 666   | 15,51   | 548                                 | 5,29   | –     |       |
| Unione Democratica per la Repubblica | Roberto Silvio Antonio Falvo | Roberto Silvio Antonio Falvo | Roberto Silvio Antonio Falvo | 1 666   | 15,51   | 472                                 | 4,55   | –     |       |
| Seggio di coalizione                 | Seggio di coalizione         | Seggio di coalizione         | Roberto Silvio Antonio Falvo | 1 666   | 15,51   | 1                                   |        |       |       |
|                                      | Giuseppe Francesco Carrozza  | Giuseppe Francesco Carrozza  | Giuseppe Francesco Carrozza  | 559     | 5,20    | Sinistra                            | 480    | 4,63  | –     |
| Totale                               | Totale                       | 9 070                        | 100                          | 10 741  | 100     |                                     | 10 366 | 100   | 20    |
|                                      |                              |                              |                              |         |         |                                     |        |       |       |
| Fonte: Ministero dell'interno        |                              |                              |                              |         |         |                                     |        |       |       |